# Стенд Воті
Бригадний генерал Стенд Воті (чер. ᏕᎦᏔᎦ, трансліт. Degataga, дос. «Стій твердо»; 12 грудня 1806 року — 9 вересня 1871), також відомий як Стендхоуп Уваті, Таукертаукер, та Ісаак С. Уоті — політик черокі, який був другим головним вождем нації черокі з 1862 по 1866 рік. Нація черокі об'єдналася з Конфедерацією під час Громадянської війни в США, і він був єдиним індіанським генералом-офіцером Конфедерації під час війни. Воті командував індіанськими військами на Трансміссісіпському театрі, що складався переважно з черокі, маскогі та семінолів. Він був останнім генералом армії Конфедерації, який здався.
До виселення черокі на індіанську територію наприкінці 1830-х років Воті та його старший брат Еліас Будіно були серед лідерів черокі, які підписали Договір Нової Ехоти в 1835 році. Більшість племені виступила проти їхніх дій. У 1839 році на братів було скоєно спробу вбивства, як і на інших родичів, які були активними в Партії договору. Усі, окрім Стенда Воті, були вбиті. У 1842 році Воті вбив одного з нападників свого дядька, а в 1845 році його брата Томаса було вбито у відповідь, у безперервному циклі насильства, яке досягло Індіанської території. Воті був виправданий черокі на суді в 1850-х роках на підставі самозахисту.
Воті очолював делегацію південних черокі до Вашингтона, округ Колумбія, після Громадянської війни в США, щоб подати позов про мир, сподіваючись на визнання племінного поділу. Федеральний уряд вів переговори лише з лідерами, які були на боці Союзу. Воті залишався поза політикою протягом останніх років і намагався відновити свою плантацію.

## Раннє життя в Джорджії
Стенд Воті народився 12 грудня 1806 року в Ооткалозі, нація Черокі (сучасний Калхун, Джорджія), син Уваті (черокі означає «стародавній», іноді пишеться як Ооваті), чистокровного черокі, і Сусанни Різ, дочки білого батька і матері черокі. Його звали Дегатага. За однією біографією, це ім'я в перекладі означає «твердостоячий». Брати Воті були Галлагін на прізвисько «Бак» (який пізніше взяв ім'я Еліас Будіно) і Томас Воті. Вони були близькі до свого дядька по батьківській лінії майора Ріджа та його сина Джона Ріджа, обох пізніших лідерів племені. До 1827 року їхній батько Девід Уваті став багатим плантатором, який утримував як робітників афроамериканських рабів.
Після того, як Уваті прийняв християнство з моравами, він взяв ім'я Давид Уваті; він і Сусанна перейменували Дегатага на Ісаака. У своєму житті Дегатага вважав за краще використовувати «Стенд», вільний переклад його імені черокі. Пізніше сім'я відмовилася від букви «U» в написанні свого прізвища, використовуючи «Watie». Разом зі своїми двома братами та сестрами Войті навчився читати й писати англійською мовою в моравській місіонерській школі в Спрінг-Плейс, нація Черокі (нині Джорджія).
Стенд Воті час від часу допомагав писати статті для газети Черокі Фенікс, редактором якої з 1828 по 1832 рік був його старший брат Еліас. Перша індіанська газета «Фенікс» публікувала статті мовами черокі та англійською.
Воті втягнувся в суперечку щодо репресивних антиіндійських законів Джорджії. Після того, як на землях черокі в північній Джорджії було виявлено золото, тисячі білих поселенців вторглися на землі індіанців. Конфлікт тривав, і Конгрес прийняв Закон про виселення індіанців 1830 року, щоб переселити всіх індіанців з південного сходу на землі на захід від річки Міссісіпі. У 1832 році Джорджія конфіскувала більшу частину землі черокі, незважаючи на федеральні закони про захист корінних американців від дій держави. Держава послала міліцію знищити офіси та пресу «Черокі Фенікс», яка публікувала статті проти виселення індіанців.
Вважаючи, що виселення було неминучим, брати Воті виступили за забезпечення прав черокі договором перед переїздом на індіанську територію. Вони були одними з лідерів Партії Договору, які підписали Договір 1835 року в Нью-Ехоті. Більшість черокі виступили проти виселення, а Рада племені та вождь Джон Росс з Національної партії відмовилися ратифікувати договір. 

## Індіанська територія
У 1835 році Воті, його родина та багато інших черокі емігрували на індіанську територію (сучасна Оклахома). Вони приєдналися до черокі, які переїхали ще в 1820-х роках і були відомі як «старі поселенці». Ті черокі, які залишилися на землях племен на Сході, були зібрані та примусово виселені урядом США в 1838 році. Їхня подорож стала відомою як «Шлях сліз», оскільки загинуло 4000 людей.
Після усунення члени уряду черокі виконали вироки проти чоловіків із Партії договору для страти; їх відмова від племінних земель була «кровним» злочином або смертною карою згідно із законом Черокі. Стенд Воті, його брат Еліас Будіно, їхній дядько майор Рідж і двоюрідний брат Джон Рідж разом із кількома іншими членами Партії Договору були засуджені до страти 22 червня 1839 року; вижив лише Стенд Воті. Він домовився про те, щоб дітей його брата Еліаса для їхньої безпеки відправили на навчання до родини матері в Коннектикут; їх мати Гарієт померла в 1836 році перед міграцією.
У 1842 році Воті зіткнувся з Джеймсом Форманом, в якому він визнав одного з катів свого дядька, і вбив його. Це було частиною насильства в племені після виселення, яке роками було близьке до громадянської війни. Прихильники Росса стратили брата Стенда Томаса Воті в 1845 році. У 1850-х роках Стенда Воті судили в Арканзасі за вбивство Формана; його виправдали на підставі необхідної оборони. Його племінник Еліас К. Будіно, який повернувся на Захід і став адвокатом, захищав його.

## Громадянська війна в США
У 1861 році головний вождь Джон Росс підписав альянс із Конфедеративними Штатами, щоб уникнути роз'єднання індіанських територій. Менш ніж за рік Росс і частина Національної ради дійшли висновку, що угода виявилася катастрофічною. Влітку 1862 року Росс перевіз племінні записи до підконтрольного Союзу Канзасу, а потім поїхав до Вашингтона, округ Колумбія, щоб зустрітися з президентом Лінкольном. Після втечі Росса на територію, контрольовану федеральними властями, Воті замінив його на посаді головного вождя. Після відходу Росса Том Пегг зайняв посаду головного вождя про-Юніонських черокі. Після проголошення Лінкольном емансипації в січні 1863 року Пегг скликав спеціальну сесію Національної ради черокі. 18 лютого 1863 року він прийняв резолюцію про звільнення всіх рабів у межах нації черокі.
Після того, як багато черокі втекли на північ до Канзасу або на південь до Техасу в пошуках безпеки, прихильники Конфедерації скористалися нестабільністю та обрали головним вождем Стенда Воті. Прихильники Росса відмовилися визнати дійсність виборів. Відкрита війна спалахнула між Конфедерацією та Союзом черокі на індійській території, збитки посилили розбійники, які взагалі не були вірними. Після закінчення громадянської війни обидві фракції направили делегації до Вашингтона. Воті наполягав на визнанні окремої «нації південних черокі», але так і не досяг цього.

Прапор 1-го кінного полку черокі

Воті був єдиним корінним американцем, який піднявся до звання бригадного генерала Конфедерації під час війни. Побоюючись федерального уряду та загрози створення штату (Оклахома) з більшої частини того, що на той час було напівсуверенною «індіанською територією», більшість представників нації черокі спочатку проголосували за підтримку Конфедерації в Громадянській війні в США за прагматичність. причин, хоча менше десятої частини черокі володіли рабами. Ваті організував полк кінної піхоти. У жовтні 1861 року він отримав звання полковника до 1-ї стрілецької армії Черокі.
Незважаючи на те, що Воті воював із федеральними військами, він також очолював своїх людей у боях між фракціями черокі та в нападах на цивільних черокі та ферми, а також проти криків, семінолів та інших на індіанських територіях, які вирішили підтримати Союз. Воті відомий своєю роллю в битві біля Пі-Рідж, штат Арканзас, 6-8 березня 1862 року. Під загальним командуванням генерала Бенджаміна Маккалоха війська Воті захопили артилерійські позиції Союзу та прикрили відступ сил Конфедерації з поля бою після того, як Союз узяв контроль над полем. Однак більшість черокі, які приєдналися до полку полковника Джона Дрю, перейшли на бік Союзу. Дрю, племінник вождя Росса, залишився вірним Конфедерації.
У серпні 1862 року, після того як Джон Росс і його послідовники оголосили про свою підтримку Союзу і вирушили до Форт-Лівенворта, фракція меншості Південної Конфедерації, що залишилася, обрала Стенда Воті головним вождем. Після того, як підтримка Конфедерації черокі різко впала, Воті продовжував очолювати залишки своєї кавалерії. 10 травня 1864 року з датою присвоєння звання 6 травня він був призначений у звання бригадного генерала, хоча він отримав повідомлення про своє підвищення лише після того, як очолював засідку на пароплаві Дж. Р. Вільямса 16 липня 1864 року. Воті командував першою індійською бригадою Трансміссісіпської армії, що складалася з двох полків кінних стрілецьких стрілець і трьох батальйонів піхоти черокі, семінолів і осейджів. Ці війська базувалися на південь від річки Канадіан і періодично переходили річку на територію Союзу. 
Вони брали участь у низці битв і сутичок у західних штатах Конфедерації, включаючи індіанські території, Арканзас, Міссурі, Канзас і Техас. Повідомляється, що сили Воті воювали в більшій кількості битв на захід від річки Міссісіпі, ніж будь-який інший підрозділ. Воті взяв участь у тому, що вважається найбільшою (і найвідомішою) перемогою Конфедерації на Індійських територіях, у другій битві при Кабін-Крік, яка відбулася в теперішньому окрузі Мейс, штат Оклахома, 19 вересня 1864 року. Він і генерал Річард Монтгомері Ґано очолили рейд, під час якого було захоплено федеральний фургон і вилучено фургони, мулів, комісійне приладдя та інші необхідні речі на суму приблизно 1 мільйон доларів. Під час цього рейду війська Стенда Воті вбили чорношкірих сінокосів у Вагонері, Оклахома. У звітах профспілки говорилося, що індіанська кіннота Воті «вбила всіх негрів, яких могла знайти», включаючи поранених.
Оскільки більшість черокі тепер були прихильниками Союзу, під час війни родина генерала Воті та інші конфедеративні черокі знайшли притулок в округах Раск і Сміт у східному Техасі. Черокі та їхні союзники стали потужною бойовою силою Конфедерації, яка не дозволяла військам Союзу проникати на південну індійську територію та значну частину північного Техасу протягом усієї війни, але витрачала більшу частину часу на напади на інших черокі. 
У лютому 1865 року армія Конфедерації поставила Воті командувати Індійською дивізією Індійської території. Однак на той час конфедерати вже не могли ефективно воювати на цій території. 23 червня 1865 року в Доксвіллі на території нації Чокто (нині Оклахома) Воті підписав угоду про припинення вогню з представниками Союзу для свого командування, Першої індійської бригади армії Трансміссісіпі. Він був останнім генералом Конфедерації, який здався.
У вересні 1865 року, після демобілізації, Воті поїхав до Техасу, щоб побачити свою дружину Саллі та оплакувати смерть їхнього сина Коміскі, який помер у віці 15 років. Після війни Воті був членом делегації черокі в Південній комісії договору, яка переглядала договори зі Сполученими Штатами.

## Подальше життя

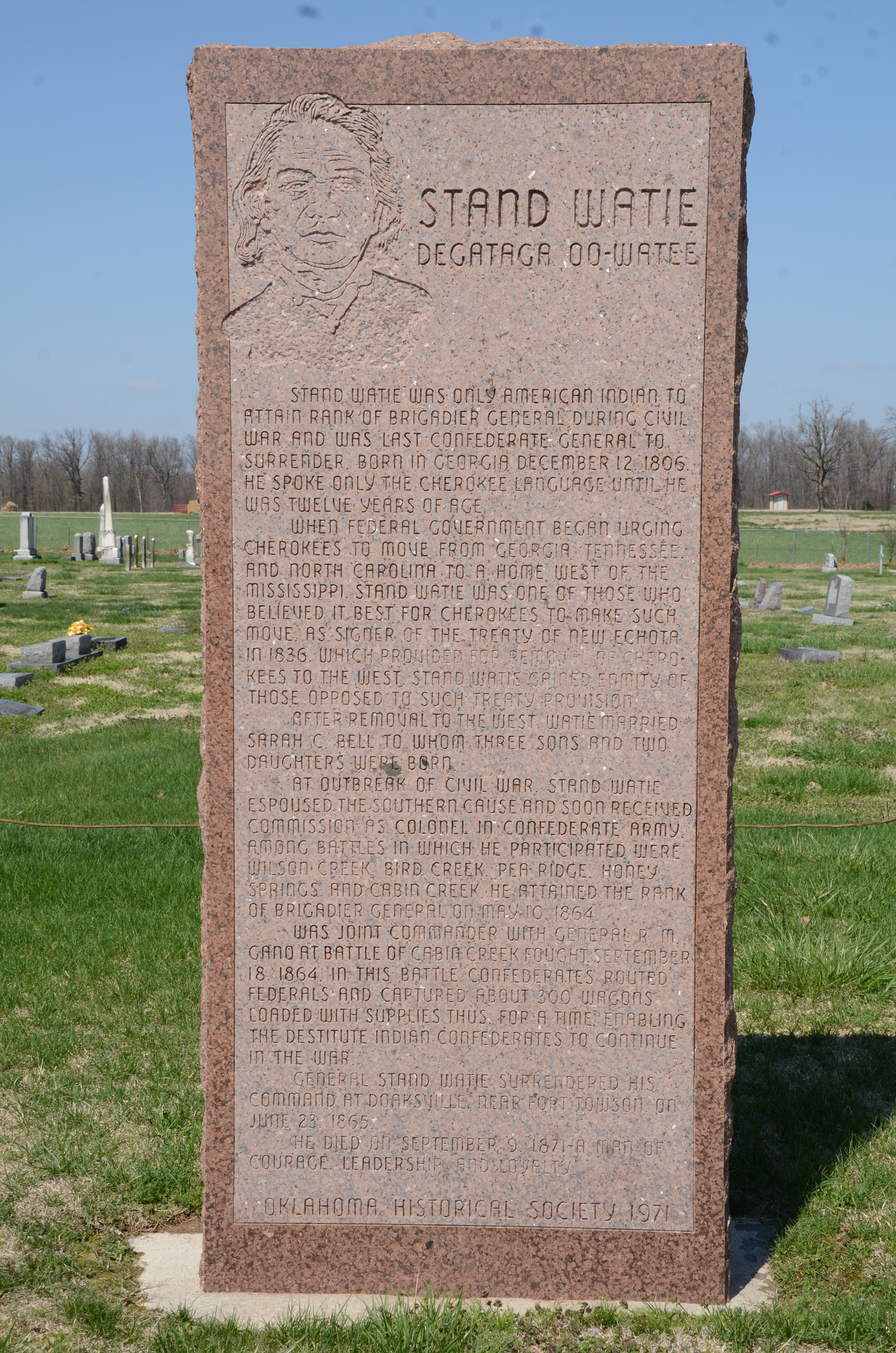
Історичний маркер

Уряд США, визнаючи, що дві фракції ніколи не дійдуть згоди щодо спільних умов, вирішив вести з ними переговори окремо та протиставити їх одна одній. Таким чином він зміг добитися ряду поступок з обох сторін. У результаті договір вимагав від черокі звільнити своїх рабів. Південні черокі хотіли, щоб уряд заплатив за переселення вільних черокі з їхніх земель. Північні черокі запропонували прийняти їх до племені, але хотіли, щоб федеральний уряд надав Фрідману ексклюзивну частину пов'язаної території. Федеральний уряд вимагав, щоб вільні черокі отримали повні права на громадянство, землю та ануїтети як черокі. Він призначив їм землю в канадському додатку. Цей договір був підписаний Россом 19 липня 1866 року та ратифікований Сенатом США 27 липня, за чотири дні до смерті Росса.
Плем'я сильно розділилося щодо питань угоди і обрано нового вождя Льюїса Даунінга, чистокровного і компромісного кандидата. Він був кмітливим і політично кмітливим головним вождем, який досяг примирення та возз'єднання серед черокі. Напруженість тривала в XX столітті, але черокі не мали таких жахіть, що сталося на півдні.
Після підписання договору Воті вирушив у вигнання до нації Чокто. Невдовзі після обрання Даунінга він повернувся до Черокі. Намагався триматися осторонь політики та відновити свої статки. Повернувся до Хані-Крік, де й помер 9 вересня 1871 року. Був похований на старому цвинтарі Рідж, пізніше названому цвинтарем Полсона, в нинішньому окрузі Делавер, штат Оклахома, як громадянин нації черокі.

## Особисте життя
Після переїзду на індійську територію Стенд Воті одружився з Сарою Керолайн Белл 18 вересня 1842 року. Їхні родини були давніми друзями. У них було троє синів: Саладін, Солон і Куміска, а також дві доньки, Мінні та Жаклін. Саладін помер, коли сім'я жила в Маунт-Табор / Беллв'ю, Техас (дім його свекра Беллс) у 1868 році, а Солон помер протягом наступного року. Обидві дочки померли незабаром після батька. Дружина померла в 1884 році. Онуків не було.
Одне джерело стверджує, що Стенд Воті одружився з чотирма жінками: Елеонор Луні, Елізабет Філдс, Ізабеллі Гікс і Сарою Керолайн Белл. Його дитина з Елізабет Філдс народилася мертвою в 1836 році.

## У масовій культурі
- Стенд Воті час від часу фігурує в «Гвинтівках для Воті», романі Гарольда Кіта 1957 року. Він описує досвід молодого солдата Союзу з Канзасу, який зустрічає Воті та його людей у Талекві.[32]
- Його зняли як персонажа у фільмі «Велике повстання сіу» (1953), роль якого зіграв Гленн Стрендж.[33]
- Пісня «Койоти», записана Доном Едвардсом, — це давній плач ковбоя про втрати зі Старого Заходу: команчі, розбійники, довгорогі, Джеронімо, червоний вовк і Стенд Воті.[34]
- У фільмі Джосі Вейлх — людина поза законом, дія якого в основному розгортається після Громадянської війни та заснована на книгах Повстанський розбійник: Джосі Вейлз та її продовженні Шлях помсти Джосі Вейлзаs, персонаж Самотнього Воті (його грає вождь Ден Джордж) описується як двоюрідний брат Стенда Воті.[35]
- 13 червня 2020 року, після протестів Джорджа Флойда, пам'ятник 1921 року Стенду Воті та пам'ятник 1913 року солдатам Конфедерації було видалено з території Капітолію Черокі в Талекве. Вождь Чак Хоскін-молодший наполягав, що причина в тому, що пам'ятник встановили Дочки Конфедерації, а не нація черокі. Пам'ятники були передані на зберігання нацією черокі.[36]

## Подальше читання
- Boatner, Mark Mayo, III. The Civil War Dictionary. New York: McKay, 1988. ISBN 978-0-8129-1726-0. First published 1959 by McKay.
- Connole, Joseph. The Civil War and the Subversion of American Indian Sovereignty (McFarland &Company, Inc. Press, 2017)
- Cottrell, Steve (1998). Civil War in Indian Territory. Gretna,LA: Pelican Publishing.
- Cunningham, Frank (1959). General Stand Watie's Confederate Indians. Norman, Oklahoma: Press. ISBN 978-0-8061-3035-4.
- Eicher, John H. and David J. Eicher, Civil War High Commands. Stanford: Stanford University Press, 2001. ISBN 978-0-8047-3641-1.
- Warner, Ezra J. Generals in Gray: Lives of the Confederate Commanders. Baton Rouge: Louisiana State University Press, 1959. ISBN 978-0-8071-0823-9.
- Silkenat, David. Raising the White Flag: How Surrender Defined the American Civil War. Chapel Hill: University of North Carolina Press, 2019. ISBN 978-1-4696-4972-6.
- Sifakis, Stewart. Who Was Who in the Civil War. New York: Facts On File, 1988. ISBN 978-0-8160-1055-4.
- Wilkins, Thurman. Cherokee Tragedy: The Ridge Family and the Decimation of a People. Norman: University of Oklahoma Press, 1986. ISBN 0-8061-2188-2
- McLoughlin, William G. Cherokee Renascence in the New Republic. Princeton: Princeton University Press, 1992.